# Elza Furtado Gomide
Elza Furtado Gomide (* 20. August 1925 in São Paulo, Brasilien; † 26. Oktober 2013 ebenda) war eine brasilianische Mathematikerin und Hochschullehrerin. Sie promovierte in Mathematik als erste Frau an der Universidade de São Paulo und als die zweite Frau in Brasilien. Sie war viele Jahre Leiterin des Fachbereichs Mathematik am Institut für Mathematik und Statistik der Universidade de São Paulo.

## Leben und Werk
Gomide war die jüngere Tochter des Mathematiklehrers Cândido Gonçalves Gomide und seiner Ehefrau und Cousine, der Pianistin und Klavierlehrerin Sofia Furtado. Ihr Großvater väterlicherseits, der Richter am Gerichtshof von São Paulo war, war mit allen sieben seiner Kinder in die Schweiz gegangen und nach seinem Tod kehrte ihre Großmutter 1918 nach Brasilien zurück. Nach dem Tod ihres Großvaters mütterlicherseits, Godofredo Josee Furtado, der Mathematiklehrer an der Escola Normal in São Paulo gewesen war, war ihre Mutter von ihrer Mutter, Maria Isabel Gomide, nach Frankreich und dann in die Schweiz gebracht worden, um Klavier zu lernen.
Da ihre Eltern sich lange in französischsprachigen Ländern aufgehalten hatten, sprachen alle Familienmitglieder Französisch und sie sowie ihre Schwester wurden bis zu ihrem elften Lebensjahr zu Hause unterrichtet. Von 1937 bis 1941 erhielt Gomide ihre Schulausbildung an dem São Paulo-State-Gymnasium, wo sie von ihrem Vater in Mathematik unterrichtet wurde. Sie bewarb sich 1942 an der Universität von São Paulo, die 1934 als Kombination der neu gegründeten Faculdade de Filosofia, Ciências e Letras (FFCL) und der Polytechnic School of Engineering gegründet worden war. Sie studierte Physik, während sie Mathematik belegte, und schloss 1944 ihr Physikstudium ab. Zu diesem Zeitpunkt hatte sie das dritte Jahr der Mathematikkurse erreicht und wurde von dem Mathematiker Omar Catunda als seine Assistentin eingestellt. Gomide erhielt 1945 einen Bachelor-Abschluss in Mathematik. 
In diesem Jahr wurde André Weil auf den Lehrstuhl berufen, den Catunda vorübergehend besetzt hatte. Catunda verbrachte die Jahre 1946 und 1947 mit einem Stipendium der Rockefeller Foundation an der Princeton University. Jean Dieudonné wurde für diese Zeit zum Professor für Mathematik in São Paulo ernannt und Gomide übernahm den Unterricht in Catundas Kurs. 
Gomide forschte für ihre Promotion mit einem Thema von André Weil, der 1947 São Paulo verließ. Danach wurde sie von Jean Delsarte beraten, der in den Jahren 1948, 1949, 1950 und 1951 jeweils vier Sommermonate als Professor an der Universidade de São Paulo verbrachte. Obwohl sie viele Ratschläge von André Weil und insbesondere von Jean Delsarte erhielt, war Omar Catunda der offizielle Forschungsberater von Gomide. 1950 war sie die erste Frau, die an der Universidade de São Paulo promoviert wurde, und nach Marília Chaves Peixoto die zweite Frau, die an einer brasilianischen Universität promoviert wurde. Ihre Dissertation Sobre o teorema de Artin-Weil wurde in der Boletim da Sociedade de Matemática de São Paulo veröffentlicht.
Nach ihrer Promotion forschte Gomide als Postdoktorandin in Paris. Sie widmete sich der Forschung bis in die 1960er Jahre. Nach ihrer Wahl zur Leiterin der mathematischen Fakultät der Universidade de São Paulo im Jahr 1968 beschäftigte sie sich während der Militärherrschaft verstärkt mit Fragen der Lehre. Die Trennung von Bachelor- und Lizenciatsabschlüssen in Mathematik wurde schließlich Ende der 1960er Jahre umgesetzt.
Gomides war Gründungsmitglied der São Paulo Mathematical Society, der Brazilian Mathematical Society und des Brasilianischen Zentrums für Physikforschung (CBPF). Sie legte einen Vorschlag für eine Curriculumstruktur für den Studiengang Lizenziat in Mathematik vor, der nach Genehmigung durch das Licenciatura Forum 1994 umgesetzt wurde. Sie förderte maßgeblich eine Debatte über die Rolle der Universität bei der Ausbildung qualifizierter Fachkräfte.
Gomide arbeitete von 1945 bis zu ihrer Pensionierung 1995 an der Universidade de São Paulo. Auch nach ihrer Pensionierung nahm sie an Dissertationsgremien teil und unterrichtete, solange es ihre Gesundheit zuließ.
Gomide starb im Alter von 88 Jahren.